# Sylvisorex morio
Sylvisorex morio is een zoogdier uit de familie van de spitsmuizen (Soricidae). De wetenschappelijke naam van de soort werd voor het eerst geldig gepubliceerd door Gray in 1862.